# Barbie i magia pegaza
Barbie i Magia Pegaza (ang. Barbie and the Magic of Pegasus, 2005) – amerykański film animowany z lalką Barbie w roli głównej. Film zrealizowany w technologii 3D.

## Opis fabuły
Wszystko zaczyna się, gdy Annika ma urodziny. Kiedy matka księżniczki wchodzi do jej sypialni, okazuje się, że Anniki nie ma. Królowa od razu wszczyna alarm. Annika spędza czas, jeżdżąc na łyżwach. Gdy wraca do domu rodzice są szczęśliwi, że nic jej nie jest, ale są źli za to, że ich nie posłuchała i sama wyszła z zamku, więc za to odbierają jej łyżwy. Annika nie rozumiejąc rodziców, idzie do swojego pokoju. Wieczorem widząc ludzi bawiących się na lodowisku, postanawia wyjść z zamku, aby do nich dołączyć, w drodze zabiera swoje łyżwy. Nagle gdy dziewczyna jeździ na łyżwach, z chmur wyłania się Wenlock. Szybko zjawiają się rodzice Anniki i każą Wenlockowi odejść. Ten mówi, że przyleciał po swoją przyszłą żonę. Gdy Annika nie zgadza się wyjść za niego za mąż, Wenlock zamienia króla i królową, a także poddanych w kamień i daje księżniczce trzy dni na to, aby postanowiła zostać jego żoną, gdy natomiast nie zgodzi się na to, czar będzie nie do odwrócenia. Nagle z nieba wylatuje pegaz i zabiera Annikę do Królestwa Obłoków. Tam księżniczka dowiaduje się, że pod postacią pegaza kryje się jej siostra Brietta, którą zaczarował Wenlock. I tak Annika, Brietta i Aidan, którego poznają w lesie, tworzą Różdżkę Światła, odwracają wszystkie złe zaklęcia i odczarowują Briettę.

## Wersja polska
Lektor: Maciej Gudowski

Reżyseria: Joanna Wizmur

Dialogi polskie: Anna Niedźwiecka

Dźwięk i montaż: Michał Skarżyński

Kierownictwo produkcji: Paweł Skarżyński

W wersji polskiej wystąpili:
- Beata Wyrąbkiewicz – Księżniczka Annika
- Zbigniew Konopka – Wenlok
- Adam Bauman – Ferris
- Jacek Kopczyński – Aidan
- Izabela Dąbrowska –
  - Królowa,
  - Reżyserka
- Krzysztof Zakrzewski – Król
- Dariusz Odija – Olbrzym
- Joanna Węgrzynowska – Rayla, królowa obłoków
- Julia Jędrzejewska – Róża
- Monika Błachnio – Bez
- Agata Kulesza – Troll / Żona #1
- Anna Apostolakis – Troll / Żona #2
- Beata Jankowska-Tzimas –
  - Brietta,
  - Troll / Żona #3,
  - Eryk
- Joanna Wizmur – Troll
- Wojciech Machnicki – Ojciec Aidana albo Adiana